# Bitwa pod Montgisard
Bitwa pod Montgisard – bitwa lądowa stoczona pomiędzy siłami egipskich Ajjubidów a wojskami Królestwa Jerozolimskiego 25 listopada 1177 roku. 16-letni, trędowaty król Baldwin IV dowodził nielicznym wojskiem chrześcijan w boju z armią Saladyna. Zaskoczone wojska muzułmanów zostały pokonane, a ich straty – według ówczesnych kronikarzy chrześcijańskich – były ogromne w porównaniu do strat ludzi Baldwina.

## Podłoże
W 1177 roku Królestwo Jerozolimskie znalazło się w trudnej sytuacji wewnętrznej. Król Baldwin był ciężko chory na trąd, w związku z czym nie mógł mieć potomstwa. Jego ciężarna siostra Sybilla, wdowa po Wilhelmie z Montferrat, hrabim Jafy i Aszkelonu, nie mogła być brana pod uwagę, więc baronowie królestwa zaczęli szukać takiego kandydata na męża, który zgodziłby się adoptować dziecko. Przybyły właśnie z pielgrzymką do Ziemi Świętej Filip, hrabia Flandrii, zażądał, by Sybilla wyszła za jednego z jego wasali. Filip i Baldwin rozważali również małżeństwo strategiczne z kimś z arystokracji Bizancjum, co miałoby ułatwić przyszły morski atak na Egipt. Żaden z tych planów nie wydał owoców.  
Tymczasem Saladyn postanowił uderzyć na królestwo od strony Egiptu. Poznawszy jego plany Baldwin wyruszył z Jerozolimy na czele, jak twierdził Wilhelm z Tyru, zaledwie 375 rycerzy z zamiarem obrony Aszkelonu, ale został tam zatrzymany przez oddział wysłany przez Saladyna, a liczący (ponownie według Wilhelma z Tyru) około 26 000 ludzi. Baldwinowi towarzyszył Renald z Châtillon, senior Zajordanii, właśnie niedawno zwolniony na słowo przez Saladyna z niewoli w Aleppo. Renald był zaprzysięgłym wrogiem Saladyna, a jednocześnie znakomitym dowódcą, który obecnie zastępował w polu zbyt młodego i zbyt chorego króla. Wśród rycerstwa byli też Balian z Ibelinu, Renaud z Sydonu i Joscelin III z Edessy oraz templariusze pod wodzą mistrza Odona z St Amand. Inny oddział templariuszy, który miał dołączyć do sił Baldwina w Aszkelonie, znajdował się właśnie w oblężonej przez muzułmanów Gazie.

## Bitwa
Saladyn maszerował na czele swej armii w kierunku Jerozolimy będąc przekonany, że Baldwin, ze swoimi szczupłymi siłami, nie zastąpi mu drogi. Uderzył na Ramlę, Lyddę i Arsuf i nadal pewny, że Baldwin nie stanowi dlań zagrożenia, pozwolił swej armii rozdrobnić się w poszukiwaniu furażu i łupów. Tymczasem, o czym Saladyn nie wiedział, siły przeznaczone do zablokowania króla pod Aszkelonem okazały się niewystarczające, a wojska Baldwina były w marszu by wydać mu bitwę nim dojdzie do Jerozolimy.
Niewielka chrześcijańska armia szła tropem muzułmańskiej wzdłuż wybrzeża, by wreszcie dopaść ją pod Montgisard w pobliżu Ramli. Saladyn został całkowicie zaskoczony. Jego armia była rozrzucona na znacznym obszarze, bez zaopatrzenia i wycieńczona długim marszem. Teraz, w ogromnym pośpiechu i zamęcie, próbowała sprawić szyki, by stawić czoła nieprzyjacielowi. Tymczasem chrześcijanie zachowywali całkowity spokój.  Baldwin kazał nieść przed frontem oddziałów relikwię Krzyża Świętego. Król, bardzo wycieńczony chorobą, został zdjęty z konia i umieszczony na klęczkach przed krzyżem, gdzie modlił się o zwycięstwo, a następnie - przy aplauzie całej armii - wstał na równe nogi. Po chwili chrześcijańskie rycerstwo, z królem Baldwinem na czele, ruszyło do szarży na wciąż nie gotowych muzułmanów.
Impet uderzenia był tak duży, że muzułmanie z miejsca ponieśli ogromne straty. Do zwycięstwa znacznie przyczynił się sam król, który - z obandażowanymi rękoma - walczył w pierwszych szeregach, co dodawało rycerstwu animuszu i ochoty do walki. W krótkim czasie wojsko Saladyna zostało pokonane i rzuciło się do ucieczki. Niewielu jednak zdołało ujść. Saladyn uratował się dosiadłszy najszybszego wielbłąda.
Zwycięstwo było pełne. Baldwin całkowicie rozbił armię Saladyna, zagarnął jego tabory. W bitwie poległ Ahmed, syn bratanka Saladyna, Takiego ad-Dina.
Chrześcijanie ścigali Saladyna do zmroku, po czym wycofali się do Aszkelonu. Tymczasem Saladyn, który stracił większość swych wojsk, uciekał do Egiptu szarpany po drodze przez Beduinów. W wyniku kilkudniowych ulewnych deszczów, które zamieniły pustynię w jezioro, zaledwie dziesiąta część sułtańskich wojsk dotarła wraz z nim nad Nil.

## Skutki
Saladyn, obawiając się, że wieść o klęsce zachwieje zarówno jego pozycję jako władcy Egiptu, jak i kruchy sojusz z syryjskim wasalem, rozpuścił fałszywą informację, że to chrześcijanie przegrali bitwę. Baldwin również postarał się o rozpowszechnienie wieści o swym zwycięstwie. Na polu bitwy wzniósł klasztor benedyktynów poświęcony św. Katarzynie z Aleksandrii, w której święto doszło do bitwy. Jak się później okazało, nie było to zwycięstwo łatwe; Roger de Moulins, wielki mistrz Joannitów, donosił, że poległo 1100 chrześcijan, a dalszych 750 zostało rannych.
Tymczasem Rajmund z Trypolisu i Boemund z Antiochii dołączyli do wyprawy Filipa Alzackiego na Harim w Syrii; oblężenie miasta trwało aż do roku 1178, a klęska Saladyna pod Montgisard uniemożliwiła mu przyjście z pomocą syryjskiemu wasalowi. Jednakże po roku, w 1179, Saladyn odnowił swe siły i mógł ponownie zaatakować Królestwo Jerozolimskie, co przyniosło mu zwycięstwo w bitwie pod Marj Ayyun. W ciągu następnych dziesięciu lat toczyły się niemal nieprzerwane walki, zakończone decydującą klęską chrześcijan w bitwie pod Hattin w roku 1187.